# Jérémie Bélingard
Jérémie Bélingard [ʒere'mi 'belɛ̃n'gar] (* 19. August 1975 in Paris) ist ein französischer Balletttänzer. Er ist étoile des Balletts der Opéra National de Paris.

## Werdegang
1987, mit zwölf Jahren, trat Jérémie Bélingard in die Ballettschule der Pariser Oper ein.
1993 wurde er in deren Corps de ballet als quadrille aufgenommen. In der Hierarchie des Balletts stieg er sukzessive weiter auf. Er wurde 1994 coryphée, 1999 sujet, 2001 premier danseur.
Am 28. März 2007 wurde Jérémie Bélingard im Anschluss an seinen Auftritt in Rudolf Nurejews Don Quichotte zum étoile ernannt.

## Preise und Auszeichnungen
Bei einem der renommiertesten Wettbewerbe, dem International Ballet Competition in Varna (Bulgarien), bekam er 1994 die Bronzemedaille bei den Junioren.
1998, als er noch coryphée war, erhielt Jérémie Bélingard den Prix du Cercle Carpeaux, der jährlich innerhalb des Corps de Ballet der Opéra National de Paris vergeben wird.
Im Januar 2010 wurde Jérémie Bélingard Chevalier des Arts et des Lettres.

## Repertoire
Jérémie Bélingards Repertoire umfasst 26 Choreografien.
2005 trat er im Ballettstück L'Arlésienne nach der Choreografie von Roland Petit in der Hauptrolle  mit Eleonora Abbagnato auf. Myriam Ould-Braham als Clara war seine Partnerin  in Der Nussknacker von Rudolf Nurejew. Jérémie Bélingard tanzte in der Rolle des Prinzen.

## Privatleben
Jérémie Bélingard ist mit der Balletttänzerin Aurélie Dupont verheiratet. Sie haben zwei Söhne, Jacques und Georges, die im Mai 2008 bzw. im Januar 2011 geboren wurden.